# Alcalalí (kommunhuvudort)
Alcalalí är en kommunhuvudort i Spanien.   Den ligger i provinsen Provincia de Alicante och regionen Valencia, i den östra delen av landet, 400 km sydost om huvudstaden Madrid. Alcalalí ligger 233 meter över havet och antalet invånare är 1 299.
Terrängen runt Alcalalí är kuperad. Runt Alcalalí är det ganska tätbefolkat, med 139 invånare per kvadratkilometer. Närmaste större samhälle är Denia, 16,1 km nordost om Alcalalí. 